# Karoline Polyxene af Nassau-Usingen
Karoline Polyxene af Nassau-Usingen (født 4. april 1762 i Biebrich i Wiesbaden, Hessen, Tyskland, død død 17. august 1823 på Rumpenheim Slot ved Offenbach am Main, Hessen, Tyskland) var en tysk prinsesse, der blev gift med den danske general, titulær landgreve Frederik af Hessen-Kassel-Rumpenheim (1747–1837). Hun blev farmor til dronning Louise af Danmark og oldemor til kong Frederik 8. af Danmark. Hun blev også  Mary af Teck, der var britisk dronning i 1910–1936.

## Forældre
Karoline Polyxene var datter af Karl Wilhelm, fyrste af Nassau-Usingen (1735–1804) og grevinde Karoline Felicitas til Leiningen-Langsberg-Heidesheim (1734–1810).
Hun var en efterkommer af bl.a. Ludvig 2. af Nassau-Weilburg (1565–1627) og den danske storkansler Frederik Ahlefeldt (1623–1686).

## Ægteskab
Den 2. december 1786 blev arveprinsesse Karoline Polyxene af Nassau-Usingen gift med landgreve Frederik af Hessen-Kassel-Rumpenheim på slottet i Biebrich.

## Børn
- Vilhelm af Hessen-Kassel-Rumpenheim (24. december 1787 på slottet Biebrich – 30. oktober 1867 i København), titulær landgreve, dansk officer, gift med prinsesse Charlotte af Danmark.
- Karl Frederik (8. marts 1789 i Maastricht – 10. september 1802 på Rumpenheim Slot), prins.
- Frederik Vilhelm (24. (eller 25. april) 1790 i Maastricht – 25. oktober 1876 på slottet Rumpenheim), prins.
- Ludvig Karl (12. november 1791 på slottet Biebrich – 12. maj 1800 på slottet Rumpenheim), prins.
- Georg Karl (14. januar 1793 i Maastricht – 4. marts 1881 i Frankfurt am Main), prins.
- Louise (Louise Caroline Marie Frederikke) (9. april 1794 i Maastricht – 16. marts 1881 i Frankfurt am Main), friherreinde ved giftermål med Georg friherre von der Decken.
- Marie Vilhelmine Frederikke (21. januar 1796 på Hanau Slot – 30. december 1880 i Neustrelitz), storhertuginde ved giftermål med storhertug Georg af Mecklenburg-Strelitz.
- Augusta (Augusta Vilhelmine Louise) (25. juli 1797 på slottet Rumpenheim – død 6. april 1889 på St. James's Palace), hertuginde af Cambridge ved giftermål den 7. maj i Kassel (og igen den 1. juni) 1818 på Buckingham Palace med Adolphus (1774-1850), født prins af Storbritannien, Irland og Hannover, fra 1801 hertug af Cambridge. Adolphus var vicekonge i Hannover i 1816-37. Et af deres børnebørn Mary af Teck blev gift med  Georg 5. af Storbritannien og blev derved britisk dronning 1910-36.